# Marcos Gomes de Araujo
Marcos Gomes de Araujo (født 23. marts 1976) er en brasiliansk fodboldspiller.
Han har spillet for flere forskellige klubber i sin karriere, herunder Tokyo Verdy, Yokohama F. Marinos, JEF United Ichihara, Shimizu S-Pulse, Kashima Antlers, Vegalta Sendai og Vissel Kobe.